# La Chapelle-aux-Saints
La Chapelle-aux-Saints é uma comuna francesa na região administrativa da Nova Aquitânia, no departamento de Corrèze. Estende-se por uma área de 4,72 km². Em 2010 a comuna tinha 281 habitantes (densidade: 59,5 hab./km²).

## História
Durante a Revolução Francesa, para seguir a 
Convenção Nacional, a comuna altera o nome para La Chapelle-aux-Prés.

### Homem de Neandertal
Em 3 de Outubro de 1908, os abades Amédée e Jean Bouyssonie, assim com o seu irmão Paul, descobriram a sepultura de um homem de Neandertal. Tal descoberta deu grande notoriedade à pequena vila.

## Demografia
| 1962 | 1968 | 1975 | 1982 | 1990 | 1999 | - | - | - |
| --- | ---- | ---- | ---- | ---- | ---- | - | - | - |
| 206 | 221  | 217  | 206  | 179  | 164  | - | - | - |
| Para os censos de 1962 a 2006 a população legal corresponde à popolução sem duplicidades, segundo define o INSEE. |      |      |      |      |      |   |   |   |